# Stazione di Carrara Marittima
Stazione di Carrara Marittima vasútállomás Olaszországban, Carrara településen.

## Vasútvonalak
Az állomást az alábbi vasútvonalak érintik:

## Kapcsolódó állomások
A vasútállomáshoz az alábbi állomások vannak a legközelebb:
- Stazione di Marina di Carrara (FMC)